# Unterseeboot 734
L'Unterseeboot 734 ou U-734 est un sous-marin allemand (U-Boot) de type VIIC utilisé par la Kriegsmarine pendant la Seconde Guerre mondiale.
Le sous-marin fut commandé le 21 novembre 1940 à Dantzig (Schichau-Werke), sa quille fut posée le 20 octobre 1941, il fut lancé le 19 septembre 1942, et mis en service le 5 décembre 1942, sous le commandement de l'Oberleutnant zur See Hans-Jörg Blauert.
L'U-734 n'endommagea ou ne coula aucun navire au cours des 2 patrouilles (60 jours en mer) qu'il effectua.
Il fut coulé par la Royal Navy dans l'Atlantique Nord, en février 1944.

## Conception
Unterseeboot type VII, l'U-734 avait un déplacement de 769 tonnes en surface et 871 tonnes en plongée. Il avait une longueur totale de 67,10 m, un maître-bau de 6,20 m, une hauteur de 9,60 m et un tirant d'eau de 4,74 m. Le sous-marin était propulsé par deux hélices de 1,23 m, deux moteurs diesel Germaniawerft M6V 40/46 de 6 cylindres en ligne de 1400 cv à 470 tr/min, produisant un total de 2 060 à 2 350 kW en surface et de deux moteurs électriques AEG GU 460/8–27 de 375 cv à 295 tr/min, produisant un total 550 kW, en plongée. Le sous-marin avait une vitesse en surface de 17,7 nœuds (32,8 km/h) et une vitesse de 7,6 nœuds (14,1 km/h) en plongée. Immergé, il avait un rayon d'action de 80 milles marins (150 km) à 4 nœuds (7,4 km/h; 4,6 milles par heure) et pouvait atteindre une profondeur de 230 m. En surface son rayon d'action était de 8 500 milles nautiques (soit 15 700 km) à 10 nœuds (19 km/h).
L'U-734 était équipé de cinq tubes lance-torpilles de 53,3 cm (quatre montés à l'avant et un à l'arrière) qui contenait quatorze torpilles. Il était équipé d'un canon de 8,8 cm SK C/35 (220 coups) et d'un canon antiaérien de 20 mm Flak. Il pouvait transporter 26 mines TMA ou 39 mines TMB. Son équipage comprenait 4 officiers et 40 à 56 sous-mariniers.

## Historique
Il reçut sa formation de base au sein de la 8. Unterseebootsflottille jusqu'au 31 juillet 1943, puis il intégra sa formation de combat dans 3. Unterseebootsflottille.
Il quitte Kiel en Allemagne pour sa première patrouille sous les ordres de l'Oberleutnant zur See Hans-Jörg Blauert le 6 novembre 1943. Il passe par la zone GIUK puis navigue au milieu de l'Atlantique Nord. Le 9 décembre 1943 pendant une tempête, un membre d'équipage s'est cassé le bras. Après 50 jours en mer sans succès, il rejoint son port d'attache de Lorient qu'il atteint le 25 décembre 1943.
Il reprend la mer pour sa deuxième patrouille, le 31 janvier 1944. Le 9 février 1944 après 10 jours en mer, l'U-734 est coulé au sud-ouest de l'Irlande, à la position 49° 43′ N, 16° 23′ O, par des charges de profondeur des sloops britanniques HMS Wild Goose et HMS Starling.
Les 49 membres d'équipage meurent dans cette attaque.

## Affectations
- 8. Unterseebootsflottille du 5 décembre 1942 au 31 juillet 1943 (Période de formation).
- 3. Unterseebootsflottille du 1er août 1943 au 9 février 1944 (Unité combattante).

## Commandement
- Oberleutnant zur See Hans-Jörg Blauert du 5 décembre 1942 au 9 février 1944.

## Patrouilles
|       | Commandant              | Départ          | Départ  | Arrivée          | Arrivée | Jours    | Succès |
| ----- | ----------------------- | --------------- | ------- | ---------------- | ------- | -------- | ------ |
| 1     | Oblt. Hans-Jörg Blauert | 6 novembre 1943 | Kiel    | 25 décembre 1943 | Lorient | 50 jours |        |
| 2     | Oblt. Hans-Jörg Blauert | 31 janvier 1944 | Lorient | 9 février 1944   | Coulé   | 10 jours |        |
| Total | Total                   | Total           | Total   | Total            | Total   | 60 jours | 0 t    |

Note : Oblt. = Oberleutnant zur See

### OpérationsWolfpack
L'U-734 opéra avec les Wolfpacks (meute de loups) durant sa carrière opérationnelle.
- Coronel (4-8 décembre 1943)
- Coronel 2 (8-14 décembre 1943)
- Igel 2 (9 février 1944)